# Tierärztin Dr. Mertens (Film)
Tierärztin Dr. Mertens ist ein Fernsehfilm, der 2002 produziert und am 18. April 2003 erstmals ausgestrahlt wurde. Kulisse ist der Zoo Leipzig. Auf dem Film beruht die gleichnamige Fernsehserie Tierärztin Dr. Mertens.

## Handlung
Susanne Mertens ist glücklich mit ihrem Mann Klaus verheiratet. Sie haben einen Sohn namens Jonas, den sie über alles lieben. Allerdings kommt es zwischen Susanne und Klaus immer öfter zu Eheproblemen. Während er beruflich in seiner eigenen Firma sehr eingespannt ist und seine Familie zunehmend vernachlässigt, will Susanne in ihren alten Beruf als Zootierärztin zurückzukehren. Zudem muss Susanne erkennen, dass ihr Mann sie mit einer Arbeitskollegin betrügt. Kurzentschlossen packt sie ihre Sachen und zieht mit Jonas zu ihren Eltern. Ihr Entschluss wieder als Tierärztin zu arbeiten, lässt sich nicht so einfach umsetzen, wie sie es erhofft hatte. All ihre Bewerbungen enden mit einer Absage. Dank ihrer Mutter, die den Tierarzt im Zoo Leipzig persönlich kennt, erhält sie dort eine Assistentenstelle. Kurz darauf freundet sie sich mit dem geschiedenen Kinderarzt Dr. Christoph Lentz an, der allein mit seiner Tochter Rebecca zusammenlebt. Während er ihr dabei helfen will ein Tierbaby zu untersuchen, gelingt es Jonas im Zoo unbeaufsichtigt in das Löwengehege zu gelangen. Für Klaus Mertens ist dieser Vorfall Grund genug das alleinige Sorgerecht für Jonas zu beantragen. Susanne macht sich große Vorwürfe und so gibt ihr Christoph Lentz Halt. Ihre Beziehung festigt sich und Jonas bleibt bei seiner Mutter, nachdem Klaus’ Freundin es ablehnt sich um das Kind zu kümmern.

## Bezug zur Serie
Aufgrund der hohen Einschaltquote wurde nach diesem Fernsehfilm eine gleichnamige Serie in Auftrag gegeben, die in der ersten Staffel den Inhalt des Fernsehfilms nochmals aufarbeitet, ausschmückt, ergänzt, teilweise ändert, und in den weiteren Staffeln die Handlung fortsetzt. Die meisten Rollen, darunter Susanne und Christoph, wurden umbesetzt. So wird Dr. Susanne Mertens in der Serie von Elisabeth Lanz gespielt, während Dr. Christoph Lentz von Sven Martinek dargestellt wird. Susannes Sohn Jonas Mertens wird allerdings, sowohl im Film, als auch anfangs in der Serie von Ludwig Zimmeck gespielt. Gleiches gilt für den Schauspieler Horst Günter Marx, der sowohl im Film, als auch in der Serie Susannes (Ex-)Mann und Jonas’ Vater Klaus Mertens spielt. Allerdings tritt er nur in den ersten Folgen in Erscheinung.
Der Schauspieler Gunter Schoß spielte im Film Susannes Vorgänger beziehungsweise Vorgesetzten, den Zootierarzt Dr. Vogel und übernimmt in der Serie die durchgehende Hauptrolle von Susannes Vater, Professor Georg Baumgart.